# 11-я воздушно-десантная бригада
11-я воздушно-десантная бригада (фр. 11e brigade parachutiste (11e BP)) — тактическое соединение Сухопутных войск Франции, специализирующееся на воздушном десанте (парашютном и посадочном). Его приоритетным направлением является оперативная готовность в чрезвычайных ситуациях, с тем чтобы обеспечить быстрое реагирование на кризисную ситуацию. Элитная часть французских вооружённых сил, ею командует бригадный генерал, штаб которого базируется в Бальме, недалеко от Тулузы. Его солдаты, марины и гусары, носят красный берет (амарантовый), кроме легионеров 2-го иностранного парашютно-десантного полка, которые носят зелёный берет Иностранного легиона.
Из частей 10-й и 25-й воздушно-десантных дивизий, расформированных в результате путча генералов во время Алжирской войны, была создана 11-я воздушно-десантная дивизия (11e division parachutiste).

## Этапы формирования
- 1 мая 1961 года: создание 11-й лёгкой интервенционной дивизии (11e division légère d’intervention (11e DLI)), из 10-й и 25-й воздушно-десантных дивизий;
- 1 декабря 1963 года: создание 11-й дивизии путём слияния 11-й лёгкой интервенционной дивизии и 9-й заморской бригады;
- 1 апреля 1971: 11-я дивизия переформирована в 11-ю воздушно-десантную дивизию;
- Июнь 1999: 11-я воздушно-десантная дивизия переформирована в 11-ю воздушно-десантную бригаду.

## История
11-я воздушно-десантная бригада образована в 1999 году в Бальме путём переформирования 11-й воздушно-десантной дивизии в ходе военной реформы. Бригада действовала в Афганистане, Африке и на Балканах.
2-й иностранный парашютно-десантный полк участвовал в операции «Единорог» (Opération Licorne) в Кот-Д'Ивуаре.
С 2006 по сентябрь 2007 годов бригада действовала в Афганистане в составе французского отряда международной коалиции.
18 августа в засаде в долине Узбин 8-й парашютно-десантный полк марин потерял 9 человек.
В 2011 году 1-й шассёрский парашютно-десантный полк (1er RCP) действовал в Каписе, обеспечивая безопасность зоны.
10 мая 2011 года две роты 1-го шассёрского парашютно-десантного полка (около 200 человек) вылетели в Нижраб на востоке Афганистана для шестимесячной командировки. В то время в Афганистане задействовано 1000 парашютистов, в основном из штаба 11-й бригады и 1-го шассёрского парашютно-десантного полка, подкреплённого частями 1-го гусарского (1er RHP), 17-го инженерного (17e RGP), 35-го артиллерийского (35e RAP) и 1-го транспортного (1er RTP) парашютно-десантных полков.
По состоянию на 20 июня 2011 года 11-я воздушно-десантная бригада потеряла 18 человек в войне в Афганистане.

## Состав
11-я воздушно-десантная бригада — подразделение, состоящее в основном из парашютистов, которое, тем не менее, имеет артиллерийские, инженерные и железнодорожные подразделения. В её распоряжении, в частности, Парашютно-десантная группа специального назначения (Groupement des commandos parachutistes).
В 2010-х годах бригада насчитывает около 7500 человек (в 2019: 8700 штатных сотрудников и 1500 резервистов), распределённых в штабе и восьми полках:
- 1-й парашютно-десантный гусарский полк (1er régiment de hussards parachutistes (1er RHP)), Тарб, регион Окситания, оснащение: AMX-10RC, ERC 90
- 1-й парашютно-десантный шассёрский полк (1er régiment de chasseurs parachutistes (1er RCP)), Памье, регион Окситания, оснащение: VAB
- 2-й иностранный парашютно-десантный полк (2e régiment étranger de parachutistes (2e REP)), Кальви, регион Корсика, оснащение: VAB
- 3-й парашютно-десантный полк марин (3e régiment de parachutistes d’infanterie de marine (3e RPIMA)), Каркасон, регион Окситания, оснащение: VAB
- 8-й парашютно-десантный полк марин (8e régiment de parachutistes d’infanterie de marine (8e RPIMA)), Кастр, регион Окситания, оснащение: VAB
- 35-й парашютно-десантный артиллерийский полк (35e régiment d’artillerie parachutiste (35e RAP)), Тарб, регион Окситания, оснащение: RTF1, DRAC, радары RATAC, RASIT, SIROCCO, MARTHA NC1, ПЗРК Mistral[6].
- 17-й парашютно-десантный инженерный полк (17e régiment du génie parachutiste (17e RGP)), Монтобан, регион Окситания (>950 чел., 18 VAB génie, 4 мастерские «Сиакадо», мобильная электростанция «Централь», 6 фронтальных погрузчиков TNA, 4 защитных костюма сапёра EOD, 3 робота-сапёра PackBot и 2 Minirogen.[7])
- 1-й парашютно-десантный полк материального обеспечения (1er régiment du train parachutiste (1er RTP)), Тулуза, регион Окситания
- 11-я рота связи (11e compagnie de commandement et de transmissions parachutiste (11e CCTP)), Бальма, регион Окситания
- Школа ВДВ (École des troupes aéroportées (ETAP)), По, регион Новая Аквитания
- Келюсский учебный центр (Centre de formation initiale des militaires du rang de Caylus (CFIM Caylus)), Келюс, регион Окситания

## Традиции
За исключением легионеров 2-го иностранного парашютно-десантного полка, сохранивших зелёный берет Иностранного легиона, все десантники 11-й бригады носят красный берет. Красный (амарантовый) берет 1-го гусарского парашютно-десантного полка (1er RHP) несколько иной: они носят под кокардой «венгерскую» вышивку гусар.
- Красный (амарантовый) берет с эмблемой десантников войск марин
- Красный берет 1er RHP с «венгеркой» под значком